# Hank Williams jr.
Hank Williams jr. (Shreveport, 26 mei 1949) is een Amerikaans zanger, gitarist, violist en songwriter. Hij begon zijn professionele muzikale loopbaan op zijn achtste onder druk van zijn moeder Audrey, door intensief op tournee te gaan en de hits van zijn vier jaar eerder overleden vader Hank Williams sr. te zingen.
Hij begon in de traditionele countrymuziek en wijzigde zijn muziekstijl verschillende malen, van rockmuziek en countryrock tot outlaw-country. Hij behaalde zijn grootste successen in de jaren tachtig met een reeks nummer 1-hits en tientallen gouden en platina platen.
Zijn dochters Hilary en Holly en zijn zoon Hank III zijn eveneens de muziek ingegaan.

## Biografie

### Kindster
Williams werd geboren in Louisiana als enige zoon van superster Hank Williams sr. Toen hij drieënhalf jaar oud was, overleed zijn vader door overmatig gebruik van sterke drank en speed. Later bleek dat hij ook nog een zusje had, Jett, die vijf dagen na de dood van zijn vader werd geboren uit een kortstondige relatie met Bobby Jett.
Toen hij acht jaar oud was, besloot zijn moeder Audrey hem in de schijnwerpers te zetten als de rechtmatige erfgenaam van de muzikale nalatenschap van zijn vader. Compleet met een Nudie suit en met de band van zijn vader zette ze hem op tournee, terwijl hij hits van zijn vader zong. Als kind trad hij tweehonderd maal per jaar op.
Zijn eerste optreden had hij in Canton in Ohio waar het optreden van zijn vader gepland stond op de dag toen hij overleed. Drommen met mensen kwamen op dit optreden af. Op zijn elfde zong hij voor het eerst in de countrytempel Grand Ole Opry.
Nadat hij in 1963 zijn stembreuk had en zijn stem was veranderd, tekende zijn moeder een contract bij MGM Records. Zijn debuutsingle, Long gone lonesome blues kwam in 1964 op nummer 5 te staan. Hetzelfde jaar speelde hij in de film A time to sing.

### Eigen weg
In zijn puberteit begon hij genoeg te krijgen van de imitaties van zijn vader en ging hij steeds meer zijn eigen weg. In 1966 leverde hem dit zijn tweede top 5-hit op, met het nummer Standing in the shadows dat hij zelf had geschreven. Ook experimenteerde hij wat met rock-'n-roll onder de artiestennaam Rockin' Randall.
Hij ging niet op de rock-'n-rolltoer verder, maar vervolgde in de countrymuziek. Dit leverde hem een reeks van hits op rij op, waaronder de nummer 1-hit All for the love of sunshine. Verder nam hij een aantal platen op onder de naam Luke the Drifter, Jr. dat een verwijzing is naar een alter ego van zijn vader.
Ook zette hij zich in deze jaren van zijn moeder af door al op zeventienjarige leeftijd te trouwen. Dit huwelijk hield niet lang stand en daarna trouwde hij met zijn tweede vrouw Gwen Yeargain en kreeg met haar hun zoon Hank III. Ook dit huwelijk strandde en daarna trouwde hij met Becky White met wie hij de dochters Hilary en Holly kreeg. Naast deze drie kinderen, heeft hij nog een zoon Samuel. Dochter Katie kwam om bij een auto-ongeluk in de plaats Paris (Tennessee) in de nacht van 13 juni 2020.

### Zware terugval in zijn leven
Terwijl zijn muzikale loopbaan op rolletjes liep, verviel ook Williams junior net als zijn vader in een patroon van drugs- en alcoholmisbruik. Hij kwam steeds meer in de problemen en deed in 1974 een zelfmoordpoging met pijnstillers. Hierna vertrok hij naar Alabama waar het hem geleidelijk aan weer lukte om zijn leven weer op de rails te krijgen.

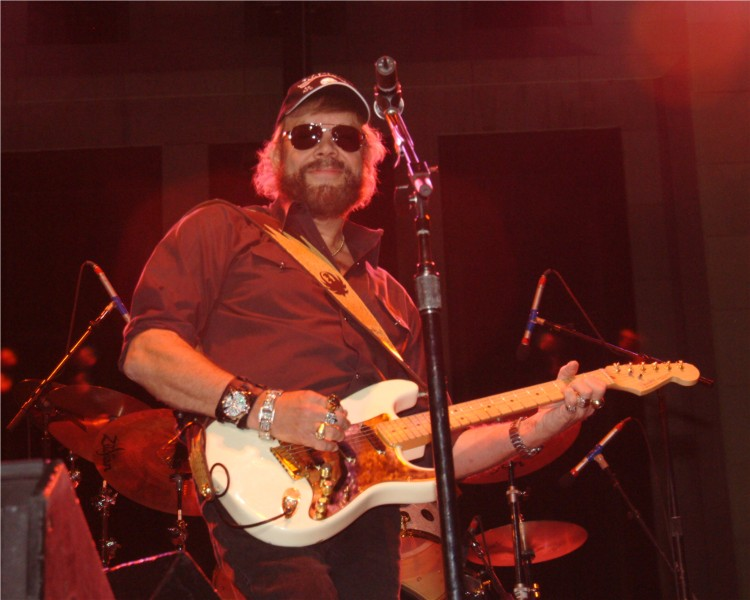
Williams in 2006

### Verandering van muziekstijl
In Alabama maakte hij niet alleen schoon schip met zijn persoonlijke leven, maar wijzigde hij ook zijn muzikale aanpak. Hij sloot zich aan bij rockers als Toy Caldwell, de leadgitarist van The Marshall Tucker Band, en met Charlie Daniels. Onder de naam Hank Williams, Jr. & Friends nam hij een album op met een muziekmengeling van hardcore country met rock-'n-roll, twee muziekstijlen die beide hun oorsprong in de jaren zestig kennen. Hoewel zijn plaatverkopen terugliepen zorgde de stijlwijziging er wel voor dat hij met origineel werk kwam en meer richting gaf aan zijn carrière.

### Persoonlijk drama
Terwijl hij in 1975 verder vorderde in zijn persoonlijke psychische herstel, kreeg hij te maken met een andere tragedie in zijn leven. Terwijl hij namelijk op 8 augustus 1975 aan het bergbeklimmen was in de besneeuwde bergen van Montana, viel hij 135 meter langs de bergrug naar beneden. Hij raakte ernstig gewond, met een scheur in zijn schedel en een verminkt gezicht.
Zijn revalidatie duurde bij elkaar twee jaar, waarin hij werd geopereerd, cosmetische chirurgie onderging en opnieuw moest leren praten en zingen. In deze tijd was hij samen met Bekcy, zijn latere, derde vrouw; hij had haar een week voor het ongeval leren kennen.
In 1979 kwam hij met een autobiografie waarin hij verhaalt over hoe hij in de voetstappen van zijn vader trad, aan lager wal raakte en uiteindelijk moest revalideren na het bergongeval. Dit boek werd in 1983 verfilmd in het muzikale documentairedrama Living proof: The Hank Williams, Jr. story. Zijn rol werd gespeeld door Richard Thomas (vooral bekend van de televisieserie The Waltons).

### Comeback
In 1977 herpakte hij zijn muzikale carrière in outlawstijl van de countrymuziek. Zijn nieuwe elpee The New South liet hij produceren door Waylon Jennings. Hij was echter nog steeds niet terug in de hoogste regionen, al had hij in 1978 wel al een nummer 15-notering met I fought the law dat hij coverde van Bobby Fuller.
Aan het eind van het jaar erop kreeg hij echter weer zijn eerste twee successen in de top 5 van de Hot Country Singles, met de zelfgeschreven nummers Family tradition en Whiskey bent and hell bound. Het tweede nummer paste al meer bij de nieuwe ruige richting die hij zocht.
In de jaren tachtig was hij een van de meest gevierde countryartiesten, maar ook controversieel vanwege soms hel-verzoekende dan weer ultranationalistische songteksten. Zo zette hij in 1991 tijdens de Golfoorlog van 1990-1991 een patriottisch lied op een single, Don't give us a reason, waarin hij Saddam Hoessein toezingt. Terugkerend zijn de huldebetuigingen aan het adres van zijn vader. Daarnaast hebben teksten geregeld betrekking op hemzelf, waarmee hij een stijl creëerde die alleen hem past.
Zijn koerswijziging naar wildere muziek en tot feesten aanzettende optredens bezorgde hem populariteit onder een grote schare fans, die vaak jong en luidruchtig waren. Daarbij stapte een deel van zijn fans naar hem over vanuit van de rock-'n-rollhoek.

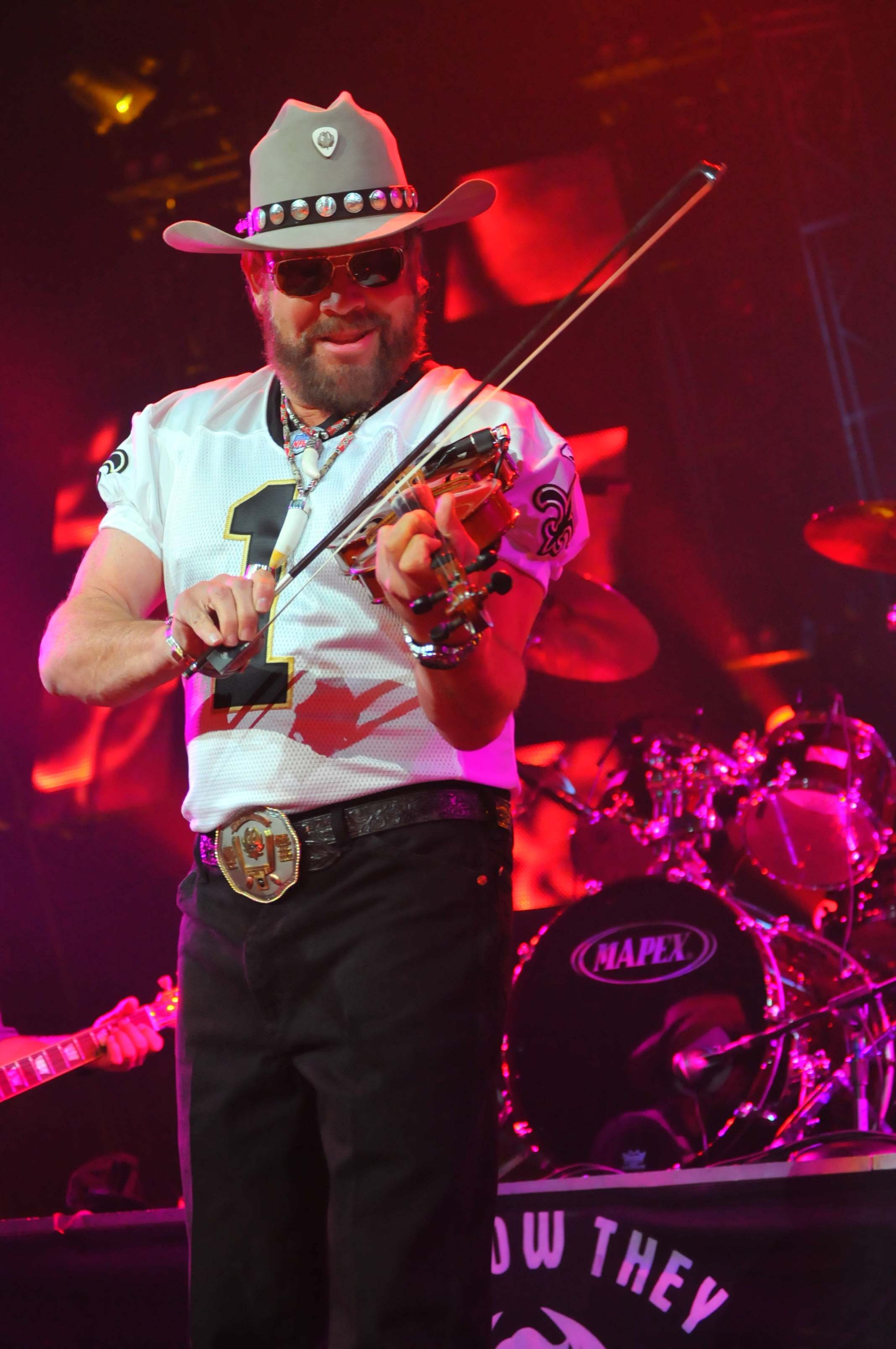
Williams in 2008

Tijdens de gehele jaren tachtig wist hij zijn nieuwe succes vast te houden met alleen al in 1981 drie nummer 1-hits op rij: Texas women, Dixie on my mind en All my rowdy friends (have settled down). Vijftien muziekalbums noteerden in die jaren goud of platina. Ook won hij allerlei prijzen en werd hij meermaals uitgeroepen tot Entertainer van het Jaar door de Academy of Country Music (in 1986, 1987 en 1988) en de Country Music Association (in 1987 en 1998).

### There's a tear in my beer
In 1989 haalde Williams een technische stunt uit, door There's a tear in my beer op te nemen en te vermengen met een oude opname van zijn vader. In de begeleidende videoclip deed hij hetzelfde door als het ware vanuit zijn woonkamer in een oud televisieoptreden van zijn vader te stappen. Tijdens de uitreiking van de 32e Grammy Awards werden zowel hij als zijn vader onderscheiden voor beste vocale samenwerking. Daarbij riepen zowel de Country Music Association als de Academy of Country Music zijn videoclip uit tot beste muziekvideo van het jaar.

### Nadagen van zijn carrière
Aan het eind van de jaren tachtig was er een nieuwe generatie countryartiesten opgekomen en begon er een zekere verzadiging onder de aanhang van Williams op te treden, al bleven zijn fans zijn concerten in de jaren erna nog wel bezoeken.
Tot het midden van de jaren negentig kwamen zijn singles nog wel de top 50 binnen, maar behaalden ze niet meer de hoogste noteringen. In de tweede helft van de jaren negentig kwam was hij vier jaar op rij niet in de countrylijst te vinden en vervolgens sinds 2000 weer bijna jaarlijks in de subtop.
Hank Williams jr. won een groot aantal prijzen, waaronder een Edison in 1985. Hij werd hetzelfde jaar ook opgenomen in de Alabama Music Hall of Fame, in 2003 in America's Old Time Country Music Hall of Fame en in 2007 in de Nashville Songwriters Hall of Fame.

### Politieke ambities
In 2008 kondigde Williams aan dat hij voor de Republikeinse Partij zou gaan kandideren voor de Tennessee-zetel in de federale senaat. Uiteindelijk zag hij af van deelname.
In 2011 kreeg hij een berg kritiek over zich heen toen hij president Obama vergeleek met Hitler. Een dag later bood hij de president zijn excuses aan. Toen de televisiezender ESPN vanwege Williams' uitlatingen besloot zijn lied Are you ready for some football na 23 jaar te schrappen als herkenningsmelodie van Monday Night Football, schreef Williams furieus op zijn website dat ESPN op de tenen stond van het Eerste Amendement (vrijheid van meningsuiting). Enkele dagen later bracht hij als reactie een gratis versie van Keep the change uit dat binnen 24 uur 150.000 maal gedownload werd. Een jaar later zocht hij opnieuw de controverse met Obama door hem een moslim te noemen die het Amerikaanse leger haat.
- Bibliothèque nationale de France: cb139011866 (data)
- Gemeinsame Normdatei: 133497046
- International Standard Name Identifier: 0000 0001 1473 867X
- Library of Congress Control Number: n79056324
- MusicBrainz: 1d8010a0-b642-4c8f-9c8d-8dc66b7bb81a
- Nationale Bibliotheek van Tsjechië: xx0119584
- Nederlandse Thesaurus van Auteursnamen: 070382409
- SNAC: w6t44937
- Virtual International Authority File: 3993161882018334100005